# Scott Arpajian
Scott Loewen Arpajian (* 1973 in Mount Kisco, New York) ist ein amerikanischer Technologie-Manager, Unternehmer und Autor, bekannt als Mitbegründer der Software-Download-Website Download.com. Derzeit ist er CEO der spanischen Download-Website Softonic.

## Frühes Leben und Ausbildung
Arpajian wurde als Sohn von Lee Arpajian und Stephanie Fay Arpajian geboren und wuchs in Westchester County, New York auf. Als Arpajian 4 Jahre alt war, zog seine Familie nach Chappaqua, New York. Seinen Einstieg in die Technologie bekam Arpajian als Teenager, durch die Benutzung von CompuServe, Prodigy, Bulletin Board Systems und dem IBM PC Jr.
Arpajians Schulausbildung erfolgte an der Horace Greeley High School, ab 1988 studierte er an der Boston University. 1992 erwarb er seinen Bachelor of Science in Kommunikationswissenschaften. Während seiner Zeit an der Boston University war Arpajian Creative Director für das AdLab der University College of Communication, eine von Studenten betriebene Full-Service Werbeagentur in Boston.

## Werdegang
Im Jahr 1993 bekam Arpajian seinen ersten Tech Job als Associate Editor für ZDNet, einem beliebten Online-Service welcher von Ziff Davis betrieben wurde. Dort blieb er bis 1996.

### CNET Networks und Download.com
Im April 1996 ging Arpajian zu CNET Networks in der Position eines Executive Producer, Software Services. In den ersten Wochen seiner Anstellung kam ihm die Idee, eine der Domains von CNET, Download.com, zu übernehmen und sie für den Start einer Software-Download Website zu nutzen. Download.com startete im Oktober 1996 und wurde gleich sehr beliebt. Der Dienst bekam im Jahr 2005 den „People's Voice“ Webby Award für IT/Hardware und gewann 2007 die Jury-Auszeichnung in der gleichen Kategorie.

### Rocket Paper Scissors und Dizzywood
Im Jahr 2006 wurde Arpajian zum Unternehmer, als Mitbegründer des Start-ups Rocket Paper Scissors in Tiburon, zusammen mit Sean Kelly und Ken Marden. Rocket Paper Scissors erstes Projekt wurde im November 2007 das Massively Multiplayer Online Game Dizzywood. Dizzywood war eine Online-Welt für Kinder, in der sie kostenlose Spiele spielen, einzigartige und fantasievolle Orte entdecken und neue Freunde in einer sicheren Umgebung treffen konnten.
Dizzywoods war bei Kindern im Alter von 8 bis 12 Jahren populär und die Online-Community wuchs sehr schnell. Das Spiel erreichte weltweit über 400.000 monatliche Nutzer und wurde in vielen Pressekanälen beschrieben, darunter auch in der New York Times. Innerhalb von drei Jahren wuchs Dizzywoods kollaborative Welt auf mehr als 1,5 Millionen Nutzer an.
Im Jahr 2010 wurde Dizzywood konsolidiert, als das in San Mateo ansässige SecretBuilders die Vermögenswerte von Dizzywood aufkaufte.
Die Spielwelt wurde 2010 geschlossen, aber die Website mit den meisten Inhalten ist bis heute online.

### Walt Disney Company
Im Juni 2012 wurde Arpajian Vizepräsident Strategy and International von Disney Social Games, ein Teil von Disney Interactive. Dort leitete er bis Juli 2014 die Bereiche Akquisition, Internationale Handelsgeschäfte und Franchise-Strategie.

### Softonic
Im Februar 2015 gab die führende Software-Download Website Softonic bekannt, dass sie Arpajian zum CEO berufen habe. Dadurch wurde er zum ersten amerikanischen Senior Executive des spanischen Unternehmens.
Unmittelbar nach seinem Eintritt in das Unternehmen traf Arpajian die bedeutsamen Entscheidung, das umstrittene Produkt Softonic Downloader des Unternehmens einzustellen, um so das Vertrauen der Nutzer wiederzugewinnen. Arpajian gründete später Clean and Safe, eine Initiative, mit der er den Softwarekatalog der Website bereinigen und den Benutzern eine sichere Benutzererfahrung bieten wollte.
Unter der Führung von Arpajian konnte Softonic nach einer Phase wirtschaftlichen Drucks in nur 7 Monaten wieder Gewinnzahlen schreiben. Das gab Softonic den Anstoß, eine Erweiterung erneut in Betracht zu ziehen.

## Schriftstellerische Tätigkeit
Arpajian ist der Autor von drei Büchern über Technologie: How to Use HTML3, How to Use HTML 3.2 (mit Robert Mullen) und How to Use the World Wide Web (mit Wayne Ause).

## Auszeichnungen und Ehrungen
Arpajian ist regelmäßig ein geladener Gastredner bei Tech-Konferenzen in ganz Europa und den Vereinigten Staaten. Im Jahr 1997 erhielt er den Computer Press Association Award für das beste How-To-Buch.

## Privatleben
Arpajian ist seit 2002 mit der Schriftstellerin Kirsten Arpajian (geb. Bollen) verheiratet. Sie leben mit ihren zwei Kindern in Barcelona.